# Východní ajmag
Východní ajmag (mongolsky Дорнод аймаг [Dornod ajmag]) je jedním z 21 mongolských ajmagů. Jeho hlavním městem je Čojbalsan. Nachází se ve východní části země. Hraničí na severu s Ruskem, na východě s Čínskou lidovou republikou, na jihu se Süchbátarským ajmagem a na západě s Chentijským ajmagem. Má 75 373 obyvatel (2000) a rozlohu 123 600 km². Do roku 1963 se nazýval Čojbalsanský ajmag.

## Členění
Východní ajmag se skládá ze 14 somonů.

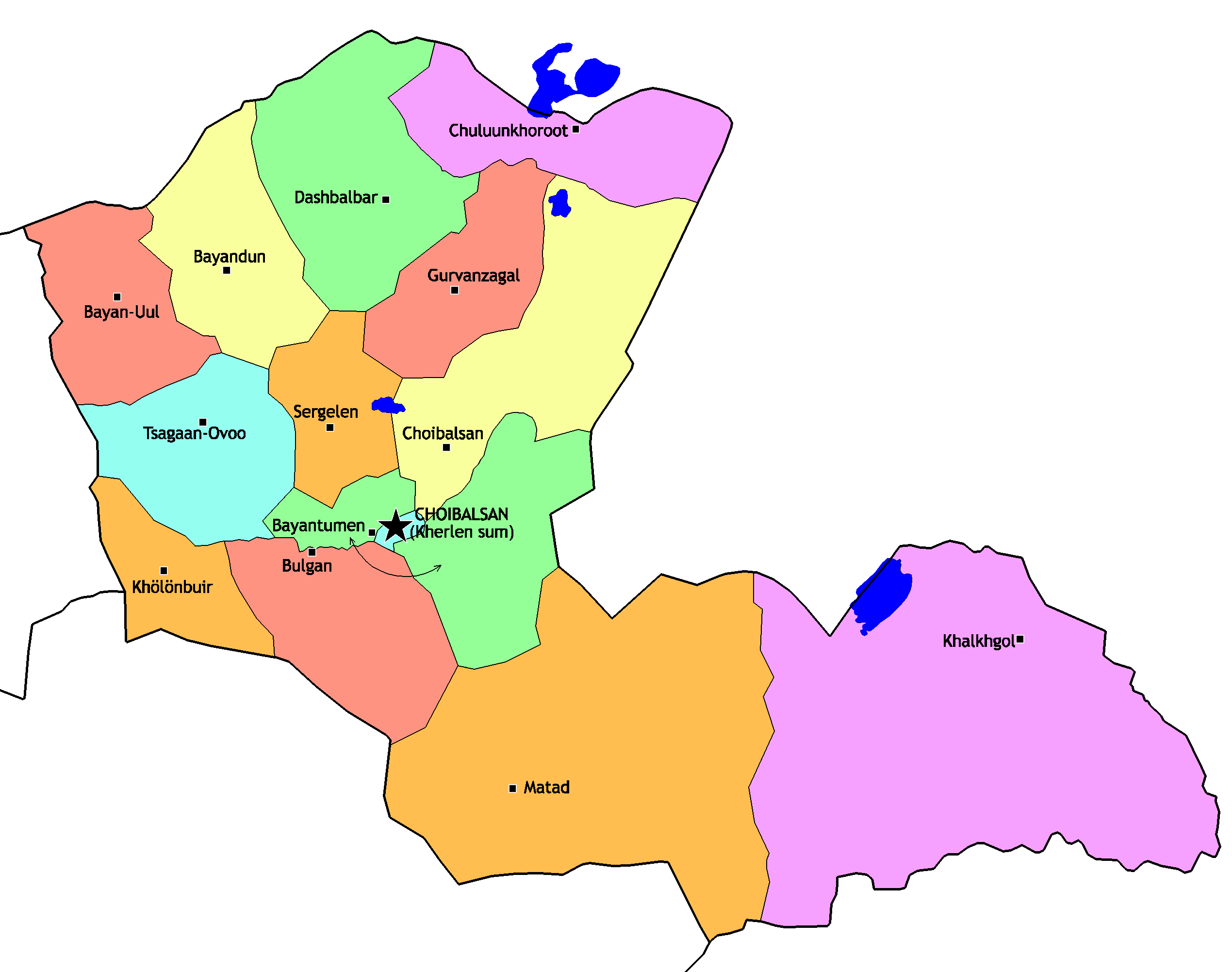
Mapa Východního ajmagu

| sum         | Rozloha km² | Počet obyvatel | Hustota zalidnění na km² | Sídlo sumu   |
| ----------- | ----------- | -------------- | ------------------------ | ------------ |
| Bajandun    | 6 237       | 2 936          | 0,47                     | Naranbulag   |
| Bajantumen  | 8 321       | 2 006          | 0,24                     | Cagánders    |
| Bajan-Úl    | 5 623       | 4 451          | 0,79                     | Žavartchošú  |
| Bulgan      | 7 111       | 1 775          | 0,25                     | Öndörchošú   |
| Cagán-Ovó   | 6 502       | 3 696          | 0,57                     | Chöövör      |
| Čojbalsan   | 10 152      | 2 691          | 0,27                     | Chulstaj     |
| Čulúnchorót | 6 539       | 1 609          | 0,25                     | Eréncav      |
| Dašbalbar   | 8 713       | 3 246          | 0,37                     | Dašbalbar    |
| Gurvanzagal | 5 252       | 1 338          | 0,25                     | Sumijn bulag |
| Chalchgol   | 28 093      | 3 203          | 0,11                     | Cagánbulag   |
| Cherlen     | 281         | 40 439         | 143,91                   | Čojbalsan    |
| Chölönbujr  | 3 773       | 1 776          | 0,47                     | Bajan        |
| Matad       | 22 831      | 2 526          | 0,11                     | Zúnbulag     |
| Sergelen    | 4 169       | 2 198          | 0,53                     | Sergelen     |